# Zetzwil

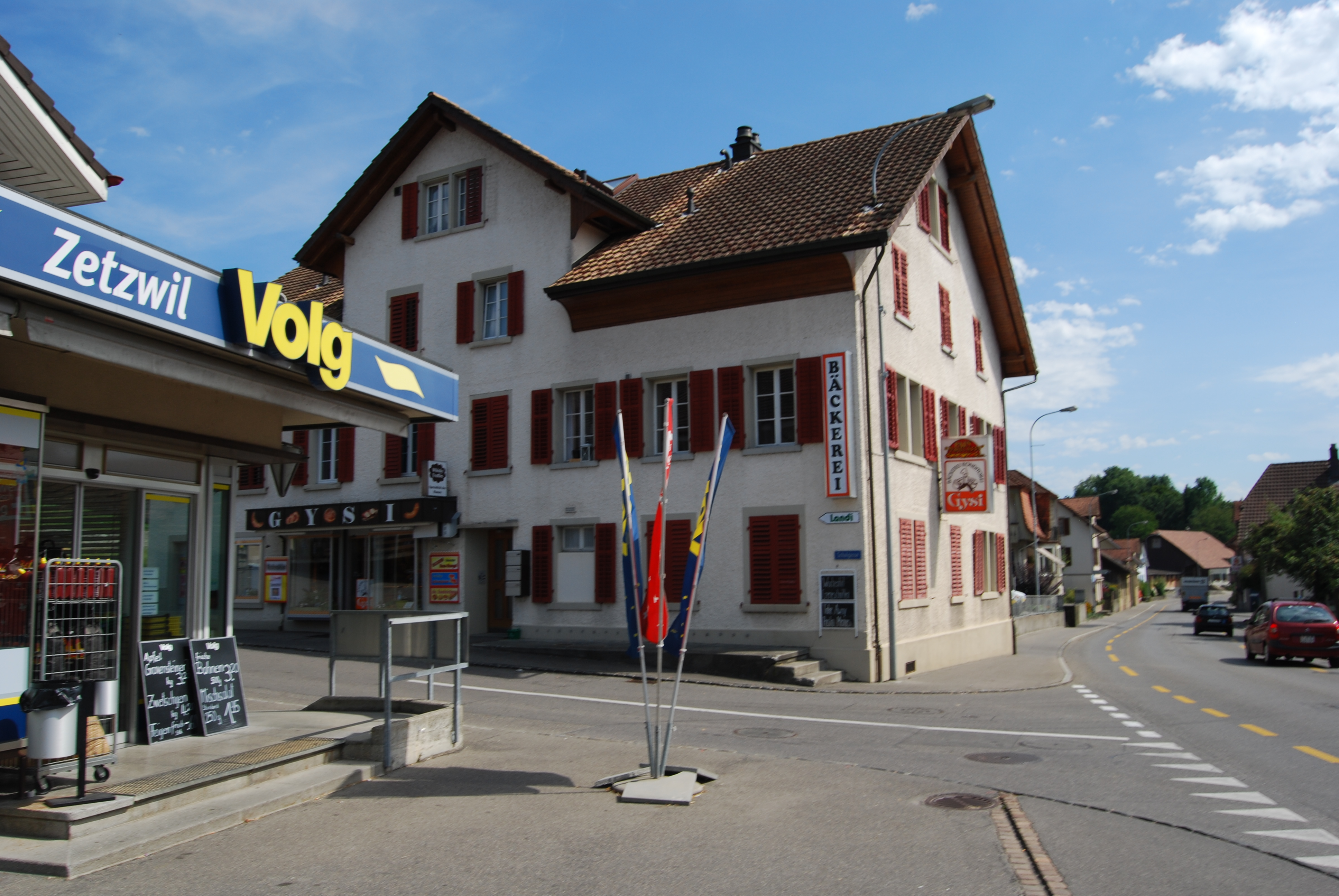
Zetzwil

Zetzwil is een gemeente en plaats in het Zwitserse kanton Aargau en maakt deel uit van het district Kulm.
Zetzwil telt 1.301 inwoners.